# Sean Prince Williams
Sean Prince Williams (Wilmington, 1 de agosto de 1977) é um diretor de fotografia norte-americano.